# Bonilla (apellido)
Bonilla es un apellido español de origen toponimico que procede ya sea de la localidad de Bonilla (Cuenca) o de la localidad de Bonilla de la Sierra (Ávila). El topónimo Bonilla puede ser de origen árabe o vasco.